# Tariq Woods
Pour les articles homonymes, voir Woods.
Tariq Woods, né le 15 janvier 2002, est un coureur cycliste trinidadien. Il participe à des compétitions sur route et sur piste.

## Biographie
Tariq Woods est devenu champion de la Caraïbe du kilomètre en 2022. Il compte également divers titres de champion national de Trinité-et-Tobago à son palmarès. 

## Palmarès sur route

### Par années
- 2018
  - 2e du championnat de Trinité-et-Tobago du contre-la-montre U17
- 2022
  -  Champion de Trinité-et-Tobago sur route
  -  Champion de Trinité-et-Tobago sur route espoirs
  -  Champion de Trinité-et-Tobago du contre-la-montre espoirs
- 2023
  - 2e du championnat de Trinité-et-Tobago du critérium espoirs
  - 2e du championnat de Trinité-et-Tobago du critérium
- 2024
  -  Champion de Trinité-et-Tobago sur route espoirs
  - 2e du championnat de Trinité-et-Tobago du contre-la-montre espoirs
  - 2e du championnat de Trinité-et-Tobago sur route
  - 3e du championnat de Trinité-et-Tobago du contre-la-montre
- 2025
  - 3e du championnat de Trinité-et-Tobago du contre-la-montre

### Classements mondiaux
| Année            | 2022 | 2023 | 2024 |
| ---------------- | ---- | ---- | ---- |
| UCI America Tour | 77e  |      | 139e |

## Palmarès sur piste

### Championnats de la Caraïbe
- Couva 2022
  -  Médaillé d'or du kilomètre
  -  Médaillé d'argent du scratch

### Championnats nationaux
| - 2020 - 2e du championnat de Trinité-et-Tobago du scratch juniors - 2022 - Champion de Trinité-et-Tobago du kilomètre - Champion de Trinité-et-Tobago du kilomètre espoirs - Champion de Trinité-et-Tobago de course aux points espoirs - 2e du championnat de Trinité-et-Tobago de poursuite espoirs - 3e du championnat de Trinité-et-Tobago de course aux points - 3e du championnat de Trinité-et-Tobago du scratch espoirs - 2023 - Champion de Trinité-et-Tobago de poursuite - Champion de Trinité-et-Tobago de poursuite espoirs - Champion de Trinité-et-Tobago de l'élimination espoirs - 2e du championnat de Trinité-et-Tobago de l'élimination - 2e du championnat de Trinité-et-Tobago du scratch espoirs - 3e du championnat de Trinité-et-Tobago du scratch | - 2024 - Champion de Trinité-et-Tobago de poursuite - Champion de Trinité-et-Tobago de poursuite espoirs - Champion de Trinité-et-Tobago de l'élimination espoirs - Champion de Trinité-et-Tobago du scratch espoirs - Champion de Trinité-et-Tobago de course aux points espoirs - 2e du championnat de Trinité-et-Tobago de l'élimination - 2e du championnat de Trinité-et-Tobago du scratch - 2025 - 2e du championnat de Trinité-et-Tobago de l'élimination - 2e du championnat de Trinité-et-Tobago de l'omnium - 3e du championnat de Trinité-et-Tobago de poursuite |  |